# Coffeeae
Coffeeae, tribus broćevki, dio potporodice Ixoroideae. Sastoj ise od 11 rodova grmova i manjeg drveća iz Afrike i Azije. Najvažniji rod je kava (Coffea)
Tribus je opisan 1807.

## Rodovi
1. Argocoffeopsis Lebrun
2. Belonophora Hook.f.
3. Calycosiphonia Pierre ex Robbr.
4. Coffea L.
5. Diplospora DC.
6. Discospermum Dalzell
7. Empogona Hook.f.
8. Kupeantha Cheek
9. Nostolachma T.Durand
10. Sericanthe Robbr.
11. Tricalysia A.Rich. ex DC.